# Иоаким III
Патриа́рх Иоаки́м III (греч. Πατριάρχης Ἰωακεὶμ Γ΄, по прозвищу Великоле́пный, греч. Μεγαλοπρεπής, тур. Muhteşem, в миру Хри́стос Деведзи́с, греч. Χρῆστος Δεβετζής, иногда Деведжи́; 18 января 1834, село Вафеохория близ Константинополя, Османская империя — 13 ноября 1912, Константинополь, Османская империя) — предстоятель Константинопольского Патриархата с титулом Святейший Архиепископ Константинополя — Нового Рима и Вселенский Патриарх; на престоле дважды: 4 октября 1878 — 30 марта 1884 года и 25 мая 1901 — 13 ноября 1912 года.
Пользовался поддержкой российского правительства и большим уважением в среде российской иерархии; греками именовался «корифеем патриархов». Стремился к наднациональному статусу Вселенского патриархата, усилению клерикального начала в управлении Константинопольской церковью.
Почётный член Санкт-Петербургской духовной академии (1905).

## Биография
Учился в школе своего родного села Вафеохория близ Константинополя. В юности поступил в монастырь Пантократор на Афоне, где продолжил обучение в монастырской школе, а позднее на о. Самосе. В 1851 году, 17-и лет, принял постриг. Состоял диаконом при епископе Погонианском Агапии в Валахии, где изучил румынский язык.
В 1854—1860 годах в сане иеродиакона служил при греческой церкви вмч. Георгия в Вене, где одновременно посещал лекции в Венском университете и овладел немецким языком. В конце 1860 года Патриархом Иоакимом II (1860—1863, 1873—1878) был переведён на должность второго диакона церкви вмч. Георгия в Константинополе, при Патриархии. 3 марта 1863 года был возведён в сан архимандрита и назначен протосинкеллом Патриархии.
10 декабря 1864 года, при Патриархе Софронии III, был хиротонисан во епископа и назначен на митрополичью кафедру в Варну. 9 января 1874 года, во второе патриаршество Иоакима II был переведён в Фессалоники.
После кончины патриарха Иоакима II, 4 октября 1878 года, 44-х лет, был избран Патриархом Константинопольским. На аудиенции у султана Абдул-Гамида II произнёс речь, которая была воспринята как весьма смелая. Делал представления русскому послу в Константинополе князю Лобанову и главнокомандующему действующей армией Тотлебену, жалуясь на русских полковых священников, вступивших в общение с болгарским духовенством, бывшем под схизмой. В 1879 году предоставил грамоту об автокефалии Сербской православной церкви.
В начале 1880 года к нему обратились Майносские некрасовцы (старообрядцы) с просьбой поставить им священника из русских насельников Афона, в связи с чем была учреждена особая комиссия. По итогам её работы, Патриарх Иоаким III направил дело некрасовцев Петербургскому митрополиту Исидору (Никольскому), сопроводив его письмом, в котором указывал, что русский раскол составляет предмет пастырской заботы Православной Российской церкви.
1 октября 1880 года основал официальный печатный орган Константинопольской Патриархии — журнал «Ἐκκλησιαστικὴ Ἀλήθεια» (издавался в Константинополе до 1923 года). Поручил греческому исследователю Мануилу Гедеону (Μανουήλ Γεδεών; 1851—1943) составить каталог всех константинопольских патриархов, который остаётся наиболее полным биографическим справочником константинопольских патриархов того периода.
В 1879 году созвал народно-церковное собрание для выработки мер по улучшению быта духовенства и народа и пользуясь необычайным авторитетом у состоятельных греков-фанариотов, значительно улучшил материальное положение Константинопольской патриархии, упорядочил приходскую жизнь, подчинив эпитропов контролю церковной власти. В 1881 г. введя «Устав приходского клира» реформировал народно-школьное дело.
С 1881 года Порта, используя ряд частных вопросов (о тексте учебников для греческих школ, просьбу Патриарха о берате на Восточную Румелию, Болгарию, Боснию и Герцеговину и другие), начала кампанию по ограничению привилегий (прономий) патриарха и митрополитов трона, что вызвало решительный протест патриарха Иоакима III. В результате длительной переписки, в начале 1884 года, Патриарху был выдан берат (признание полномочий от Порты), тождественный бератам, выдававшимся прежде (как и требовала Патриархия); однако Патриарх возобновил свою просьбу об отставке — на сей раз ввиду разногласий между Патриархом, с одной стороны, Синодом и Смешанным советом, с другой, — формально по причине 2-х пунктов министерского тескере, при котором был препровождён Патриарху берат. Пререкаемые пункты тескере изменяли прежний порядок ареста рядовых клириков при совершении ими правонарушений: теперь арест (задержание) мог производиться представителями правительства, а не Патриарха. Афинская пресса подвергла Патриарха Иоакима III жестокой критике за уступчивость; официальный орган российского Святейшего Синода полагал, что подлинная причина недоверия греков Патриарху состояла в предполагаемом влиянии на него России.
Был благожелательно настроен к России; в первый период патриаршества конфликтовал с премьер-министром Греческого королевства Х. Трикуписом.
После отставки 30 марта 1884 года, проживал в Константинополе, затем, в сентябре 1889 года, удалился на Афон, где проживал безвыездно до своего вторичного восшествия на патриарший престол, состоявшегося в 1901 году по настоянию российского правительства. Находясь на Афоне, реконструировал ветхую церковь Преображения Господня, находящуюся на вершине Святой Горы, воздвигнув на её месте новую из белого мрамора, которую и освятил 6 августа 1896 года.
Во время всех последующих (до его вторичного избрания) патриарших выборов, неизменно был в числе наиболее вероятных кандидатов на Константинопольский престол и активно поддерживался простым греческим народом Константинополя. Тем не менее, 1 октября 1884 года патриархом был избран Иоаким IV (до этого митрополит Дерконский). Его деятельность (например, ратификация избрания Феодосия Мраовича митрополитом Сербским, признание автокефалии Румынской православной церкви и другое) вызвала крайнее неудовольствие российского Святейшего Синода. Особо сильный протест российского правительства вызвал развод, данный 27 февраля 1886 года Патриархией княгине Марии Горчаковой (дочь молдавского господаря-фанариота Михаила Стурдзы, венчавшаяся в 1868 году в Париже с Константином Горчаковым — сыном канцлера А. М. Горчакова), дело которой формально находилось на рассмотрении Петербургской духовной консистории; Патриарху Иоакиму IV был заявлен протест лично от обер-прокурора Константина Победоносцева (речь шла в конечном итоге о правах наследования румынских имений княгини и создании прецедента). Канонически сомнительные доводы патриарха Иоакима IV и его нежелание уступить требованиям правительства России вызвали критику в Синоде Константинопольской церкви, а также со стороны бывшего Патриарха Иоакима III.
При следующих выборах на патриарший престол (23 января 1887 года был избран Дионисий V, которого российское правительство считало крайним русофобом) православные жители Константинополя требовали возвращения на кафедру патриарха Иоакима III, который, по словам посла Александра Нелидова, рассматривался как «русский кандидат», но победил «кандидат Афин» (правительства Греческого королевства).
Патриарх Иоаким III триумфально возвратился в Константинополь по своём вторичном избрании 26 мая 1901 года, о котором российское издание «Церковный Вѣстникъ» писало: «Настоящее избрание является удовлетворением настойчивому желанию народа — вновь видеть маститого иерарха на вселенском престоле». В сентябре того же года заявил протест Афинскому синоду (ЭПЦ) в связи с тем, что считал профанацией Евангелия выполненный Паллисом перевод его на разговорный греческий язык; 5 ноября в Афинах произошли массовые беспорядки под лозунгом «Да здравствует Евангелие! Да здравствует православие! Долой перевод!». Объявленное вслед за этим осуждение перевода со стороны Синода Элладской церкви показалось протестующим недостаточным: студенты требовали от митрополита Прокопия провозглашения анафемы авторам перевода; в итоге произошло побоище с участием войск, в котором погибло 8 человек.
В 1907 году Константинопольская Патриархия выступила с проектом подчинения ей всех зарубежных греческих приходов с оставлением права остальным греческим церквям направлять клириков в другие страны после согласования их назначения с Константинопольским патриархом, что было связано с увеличением числа приходов в греческой диаспоре. Ранее греческие этнические общины в диаспоре окормлялись священниками разных юрисдикций. В итоге 8 марта 1908 года Патриарх Иоаким III издал томос, который передавал пастырское попечение над греческими общинами в диаспоре Элладской церкви.
В 1909 году издал Патриарший сигиллий, который ограничивал число насельников «келлий» на Афоне 3-я лицами (в русских келлиях число насельников на практике было значительно выше). В 1906—1909 годах обращался к Порте с такрирами в порльзу ставриотов (тайных христиан Малой Азии).
Провозглашённая 11 июля 1908 года Абдул Гамидом конституция, формально давая законодательно закреплённые права и свободы всем гражданам, была использована Портой для очередного наступления на традиционные (в Оттоманской империи) права и прономии Константинопольского патриархата, с чем и была связана новая кампания протеста Патриарха, Синода и Смешанного Совета против посягательств на гражданскую юрисдикцию Патриархии и архиереев трона; в том же году продолжали оставаться без наказания черкесы и башибузуки, совершавшие набеги на сёла христиан в Малой Азии.

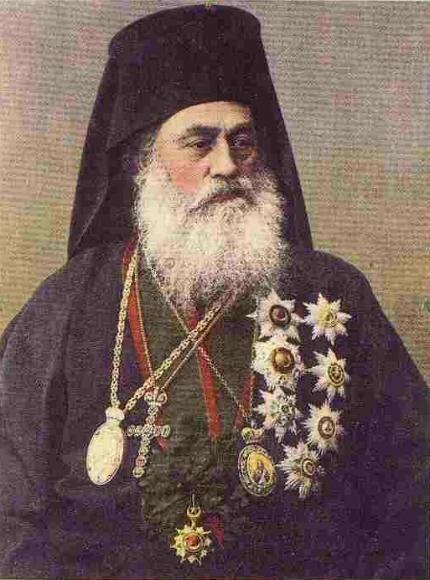

В связи с разразившимся в Иерусалимской Церкви в конце 1908 года патриаршим кризисом (13 декабря 1908 года своим Синодом и иными членами Святогробского братства, без его согласия, был низложен Патриарх Иерусалимский Дамиан), приведшим к массовым беспорядкам и волнениям среди православных арабов, патриарх Иоаким III и его Синод «решительно стали на сторону святогробского братства, низложившего блаженнейшего Дамиана с иерусалимского престола, и в этом направлении энергично ходатайствовали пред турецким правительством»; Патриарх Дамиан, тем не менее, был восстановлен при поддержке афинского правительства.
8 августа 1909 года Патриарх, Синод и Смешанный Совет представили великому визирю меморандум, в котором говорилось, что нарушение прав греков в империи принял систематический и целенаправленный характер; в ответ визирь «стал оспаривать право вселенского патриарха обращаться к правительству с представлениями такого рода и заявил, что компетенция патриарха ограничивается церковными делами, по делам же гражданско-общественного порядка он не имеет права выступать с какими-либо ходатайствами пред правительством». В августе в Константинополе циркулировали слухи, будто патриарх Иоаким III, в знак протеста против действий Порты (прежде всего в болгарском вопросе), намерен переселиться в Санкт-Петербург или Москву, каковой слух официальный орган Патриархии счёл необходимым опровергнуть.
В октябре 1909 года был принят великим визирем Хилми-пашой и имел с ним «продолжительную» беседу о правах Церкви (в декабре 1908 года русская печать сообщала, что в соответствии с циркуляром бывшего тогда министром внутренних дел Хилми-паши митрополитам и епископам Великой Церкви воспрещалось принимать судебные и другие нецерковные дела, что де-факто упраздняло привилегии данные Патриархату Магометом II); «в продолжении всей аудиенции не обнаружился ни малейший признак существенного разногласия между патриархом и великим визирем».
Особой заботой патриарха Иоакима III было улучшение богословского образования в духовной семинарии на о. Халки. Вел переговоры с предстоятелями других поместных православных церквей о проведении раз в три года общеправославных совещаний с представителями от иерархии и мирян-богословов для решения насущных вопросов. В своих посланиях главам других православных церквей призывал рассмотреть вопросы о второбрачии для духовенства, реформе календаря, об отношении православия к католицизму и протестантизму, о сближении со старокатоликами и англиканами в рамках которого стремился «приготовить гладкий и широкий путь».
Скончался 13 ноября 1912 года после длительной болезни почек. Похороны были отложены до 18 ноября, ввиду огромного скопления народа, желающего приложиться к руке усопшего. Захоронение его останков в Балыклы предполагалось как временное — ввиду воли почившего быть преданным земле на Афоне.
В московском Чудовом монастыре вечером 19 ноября 1912 года викарий Московской епархии епископ Серпуховский Анастасий (Грибановский) возглавил служение торжественной панихиды по Патриархе Иоакиме; по окончании заупокойного богослужения в покоях московского митрополита при монастыре прошло торжественное собрание Братства Московских Святителей, на котором был представлен доклад П. Б. Мансурова, прожившего в Константинополе 14 лет.

## Мнения о нём
Почитался такими российскими иерархами, как митрополит Санкт-Петербургский Антоний (Вадковский) и Антоний (Храповицкий). Последний, будучи епископом Уфимским и Мензелинским, в связи с вторичным восшествием патриарха Иоакима III на престол, направил ему восторженное письмо, начинавшееся словами: «Всесвятейший мой повелитель и владыка, Вселенский Патриарх, божественнейший, богоблагодатнейший и всякое, какое только есть для меня, божественное и высокое имя и предмет!».
Русский посол в Константинополе (1883—1897) Александр Нелидов писал о нём Фёдору Успенскому в частном письме от 21 марта (3 апреля) 1901 года: «Я считаю его одним из мудрейших иерархов православной церкви вообще. Побуждения, которыми он руководится, суть всегда самого возвышенного свойства. Он составил себе идеал православной церкви и значения в ней Вселенского патриархата, который весьма высок, но, к сожалению, далеко превосходит существующие условия».
Влиятельный сотрудник обер-прокурора Победоносцева Иван Троицкий в своём отчёте о поездке в Константинополь и на Афон в августе 1886 года, весьма критически оценивая состояние греческой Церкви, высоко ставил личность находившегося тогда в отставке Патриарха, с которым он имел двухчасовую беседу в доме в Вафеохории, построенном для проживания Патриарха константинопольским богачом Георгием Зарифи. Троицкий соглашался с послом Нелидовым, что Патриарх «в своих взглядах и действиях проводит иногда папистические тенденции», но уточнял, что «папистическая тенденция Иоакима III обращена на внутренние отношения своей церкви», — в отличие от папизма Иоакима IV, проявляющегося в отношениях между поместными Церквами. По словам Троицкого, Нелидов также отмечал его черту личности, которую он обозначил французским термином orgueil («гордость», «надмение», «честь»).
Биографическая справка-некролог в издании Московской Духовной Академии передавала следующую историю, которая, по мысли автора, должна свидетельствовать о покойном Патриархе как о «настоящем греке»: «Говорят, когда болгары грозили занять Константинополь, Иоаким III обратился к правительству с требованием передать ему ключи от Айя-Софии. Если это правда, то отсюда видно, как он боялся, чтобы эта величайшая национальная святыня греков не попала в руки болгарам».